# Internationale Schaatsunie
De Internationale Schaatsunie (ISU; International Skating Union) is de internationale organisatie voor de schaatssport.
De ISU organiseert sinds de oprichting in 1892 internationale wedstrijden in de verschillende schaatsdisciplines, zoals het kunstschaatsen, langebaanschaatsen en shorttrack. Ze heeft haar hoofdkantoor in het Zwitserse Lausanne. De Zuid-Koreaan Kim Jae-yeol werd in 2022 voorzitter van de organisatie.

## Geschiedenis
De ISU is opgericht op een congres in Scheveningen in juli 1892 als Internationale Eislauf Vereinigung. Dit congres was een initiatief van de Nederlandsche Schaatsenrijdersbond en werd bijeengeroepen omdat, als gevolg van de toename van het aantal internationale wedstrijden, er behoefte ontstond aan internationale standaarden en regels.
Bij de oprichting van de ISU waren afgevaardigden uit 15 Europese landen betrokken. In 1894 sloot Canada zich als eerste niet-Europese land aan bij de ISU.
Vóór de oprichting van de ISU hadden er al wereldkampioenschappen en Europese kampioenschappen plaatsgevonden:
- 1889: Eerste wereldkampioenschap langebaan (alleen voor mannen) in Amsterdam; ook de Wereldkampioenschappen van 1890, 1891 en 1892 vonden in Amsterdam plaats.[2]
- 1891: In Hamburg worden tegelijkertijd de eerste Europese Kampioenschappen langebaan[3] én kunstschaatsen gehouden, georganiseerd door "Deutscher und Österreichischer Eislaufverband", (alleen voor mannen).
- 1892: In Wenen worden tegelijkertijd de tweede Europese Kampioenschappen langebaan én kunstschaatsen gehouden, georganiseerd door "Deutscher und Österreichischer Eislaufverband", (alleen voor mannen).

In de jaren na de oprichting werden er diverse mijlpalen bereikt, zoals:
- 1893: De eerste wereldkampioenschappen langebaan onder directe controle van de ISU vinden plaats in Amsterdam.[2]
- 1896: Sint-Petersburg organiseert de eerste wereldkampioenschappen kunstschaatsen.
- 1897: In Montreal (Canada) vond voor het eerst een wereldkampioenschap langebaan plaats buiten Europa.[2]
- 1902: Voor het eerst neemt een vrouw deel aan een ISU-kampioenschap, de Britse Madge Syers-Cave neemt deel aan het mannentoernooi.
- 1906: Voor het eerst wordt er een eigen ISU-kampioenschap voor vrouwen georganiseerd, deze vond plaats in Davos (Zwitserland).
- 1908: Kunstschaatsen voor paren krijgt zijn eerste kampioenschap in Sint-Petersburg en kunstschaatsen wordt ingevoerd als Olympische discipline tijdens de Spelen van Londen.
- 1924: Langebaan- en kunstschaatsen maken deel uit van het programma van de eerste Olympische Winterspelen van Chamonix.[4][5]
- 1930: Het eerste wereldkampioenschap kunstschaatsen (mannen, vrouwen en paren) buiten Europa vond plaats in New York.
- 1936: Voor de vrouwen wordt voor het eerst een wereldkampioenschap langebaan georganiseerd in Stockholm, dit in opvolging van drie officieuze kampioenschappen in Oslo.[6]
- 1950: In Londen vond de eerste wedstrijd voor ijsdansers plaats.
- 1952: Het eerste wereldkampioenschap ijsdansen vond plaats in Parijs.
- 1970: West Allis (Verenigde Staten) organiseert het eerste wereldkampioenschap sprint.[7]
- 1973: In Assen vinden de eerste officiële kampioenschappen voor junioren plaats, in opvolging van het nog onofficiële Wereldkampioenschap schaatsen junioren 1972 (alleen voor jongens).
- 1976: Tijdens de Winterspelen van Innsbruck staat ijsdansen voor het eerst op het programma.
- 1978: In Solihull (Verenigd Koninkrijk) vinden de eerste shorttrack-kampioenschappen plaats.
- 1984: Het eerste ISU-congres buiten Europa vond plaats in Colorado Springs en de eerste Wereldbekerwedstrijden worden verreden. Tot 1996 bestonden er aparte Wereldbekerwedstrijden voor mannen en vrouwen.
- 1990: In Christchurch (Nieuw-Zeeland) vond het eerste ISU-congres in Oceanië plaats.
- 1991: Het eerste wereldkampioenschap shorttrack voor teams vond plaats in Seoel (Zuid-Korea).
- 1992: Tijdens de Olympische Spelen van Albertville staat shorttrack voor het eerst op het wedstrijdprogramma.
- 1994: De eerste wereldkampioenschappen shorttrack voor junioren worden gehouden in Seoel.
- 1995 / 1996: In Hamar (Noorwegen) vond het eerste Wereldkampioenschap schaatsen afstanden plaats.[8] De Grand Prix voor het kunstschaatsen vond voor het eerst plaats.
- 1997: Shorttrack krijgt ook een Wereldbeker voor mannen en vrouwen, een Europees Kampioenschap in Malmö (Zweden) en er komt een junioren Grand Prix in het kunstschaatsen.
- 1999: De eerste Vier Continenten Kampioenschappen (kunstschaatsen) vinden plaats in Halifax (Canada).
- 2000: Het eerste kampioenschap voor synchroonschaatsen wordt gehouden in Minneapolis (Verenigde Staten)
- 2002: Het eerste ISU-congres op Aziatische bodem vond plaats in Kioto (Japan)
- 2003: Een nieuwe manier van jureren bij het kunstschaatsen wordt getest tijdens de Grand Prix.
- 2004: Het 50e ISU-congres vond plaats op de locatie waar de ISU in 1882 is opgericht, in het Kurhaus in Scheveningen.
- 2017: Het eerste Europese Kampioenschap Sprint vond plaats in Heerenveen.[9]
- 2018: Het eerste Europese Kampioenschap Afstanden vond plaats in Kolomna, Rusland.[10]

## ISU-Kampioenschappen
De ISU organiseert zeventien kampioenschappen, te weten:
| 1. WK kunstschaatsen 2. WK junioren 3. WK synchroonschaatsen 4. EK kunstschaatsen 5. Viercontinentenkampioenschap | 1. WK Allround (mannen) / (vrouwen) 2. WK Sprint (mannen) / (vrouwen) 3. WK Afstanden (mannen) / (vrouwen) 4. WK Junioren 5. EK Allround 6. EK Sprint 7. EK Afstanden 8. Viercontinentenkampioenschap | 1. WK shorttrack 2. WK shorttrack teams 3. WK shorttrack junioren 4. EK shorttrack 5. Viercontinentenkampioenschap |

## Congressen
Inmiddels heeft de ISU 58 congressen georganiseerd.
- 1892 -  Scheveningen
- 1895 -  Kopenhagen
- 1897 -  Stockholm
- 1899 -  Londen
- 1901 -  Berlijn
- 1903 -  Boedapest
- 1905 -  Kopenhagen
- 1907 -  Stockholm
- 1909 -  Amsterdam
- 1911 -  Wenen
- 1913 -  Boedapest
- 1921 -  Amsterdam
- 1923 -  Kopenhagen
- 1925 -  Davos
- 1927 -  Luchon
- 1929 -  Oslo
- 1931 -  Wenen
- 1933 -  Praag
- 1935 -  Stockholm

- 1937 -  Sankt Moritz
- 1939 -  Amsterdam
- 1947 -  Oslo
- 1949 -  Parijs
- 1951 -  Kopenhagen
- 1953 -  Stresa
- 1955 -  Lausanne
- 1957 -  Salzburg
- 1959 -  Tours
- 1961 -  Bergen
- 1963 -  Helsinki
- 1965 -  Wenen
- 1967 -  Amsterdam
- 1969 -  Maidenhead
- 1971 -  Venetië
- 1973 -  Kopenhagen
- 1975 -  München
- 1977 -  Parijs
- 1980 -  Davos

- 1982 -  Stavanger
- 1984 -  Colorado Springs
- 1986 -  Velden am Wörther See
- 1988 -  Davos
- 1990 -  Christchurch
- 1992 -  Davos
- 1994 -  Boston
- 1996 -  Davos
- 1998 -  Stockholm
- 2000 -  Quebec
- 2002 -  Kioto
- 2004 -  Scheveningen
- 2006 -  Boedapest
- 2008 -  Monaco
- 2010 -  Barcelona
- 2012 -  Kuala Lumpur
- 2014 -  Dublin
- 2016 -  Dubrovnik
- 2018 -  Sevilla
- 2021 -  Phuket Online
- 2022 -  Phuket

## Voorzitters
- 1892–1895  Pim Mulier
- 1895–1925  Viktor Balck
- 1925–1937  Ulrich Salchow
- 1937–1945  Gerrit van Laer
- 1945–1953  Herbert Clarke
- 1953–1967  James Koch
- 1967–1967  Ernst Labin
- 1967–1980  Jacques Favart
- 1980–1994  Olaf Poulsen
- 1994–2016  Ottavio Cinquanta
- 2016–2022  Jan Dijkema
- 2022-heden  Kim Jae-yeol

## ISU-leden
De ISU-leden van de secties kunstschaatsen en schaatsen (langebaanschaatsen/shorttrack) (2019/20: 77) zijn:
k = alleen kunstschaatsen, s = alleen schaatsen, ks = een bond in dat land, k+s = twee bonden in dat land
| Europa | Viercontinenten |
| --- | --- |
| Andorra (k) Armenië (k) Azerbeidzjan (k) België (k+s) Bosnië en Herzegovina (ks) Bulgarije (ks) Cyprus (k) Denemarken (ks) Duitsland (k+s) Estland (ks) Finland (k+s) Frankrijk (ks) Georgië (k) Griekenland (k) Hongarije (ks) Ierland (ks) IJsland (k) Israël (ks) Italië (ks) Kroatië (ks) Letland (ks) Liechtenstein (ks) Litouwen (ks) Luxemburg (k+s) Moldavië (k) Monaco (k) Nederland (ks) Noord-Macedonië (k) Noorwegen (ks) Oekraïne (k+s) Oostenrijk (k+s) Polen (k+s) Roemenië (ks) Rusland (k+s) Servië (ks) Slowakije (k+s) Slovenië (ks) Spanje (ks) Tsjechië (k+s) Turkije (ks) Verenigd Koninkrijk (ks) Wit-Rusland (ks) Zweden (k+s) Zwitserland (k+s) | AZIË Cambodja (k) China (k+s) Filipijnen (ks) Hongkong (ks) India (ks) Indonesië (ks) Japan (ks) Kazachstan (ks) Kirgizië (k) Maleisië (ks) Mongolië (ks) Noord-Korea (ks) Oezbekistan (ks) Qatar (s) Singapore (ks) Taiwan (ks) Thailand (ks) Turkmenistan (k) Verenigde Arabische Emiraten (k) Vietnam (k) Zuid-Korea (ks) AMERIKA Argentinië (k+s) Brazilië (ks) Canada (k+s) Chili (k) Colombia (s) Mexico (k) Peru (k) Verenigde Staten (k+s) voormalige leden Grenada Puerto Rico AFRIKA Marokko (k) Zuid-Afrika (k+s) OCEANIË Australië (k+s) Nieuw-Zeeland (k+s) |